# Richard Fox
Richard Munro Fox (Winsford, 5 de junio de 1960) es un deportista británico que compitió en piragüismo en la modalidad de eslalon.
Ganó once medallas en el Campeonato Mundial de Piragüismo en Eslalon entre los años 1979 y 1993. Participó en los Juegos Olímpicos de Barcelona 1992, ocupando el cuarto lugar en la prueba de K1 individual.
Su hermana Rachel, su esposa Myriam Jerusalmi y sus hijas Jessica y Noemie han competido en el mismo deporte.

## Palmarés internacional
| Campeonato Mundial | Campeonato Mundial            | Campeonato Mundial | Campeonato Mundial |
| Año                | Lugar                         | Medalla            | Competición        |
| ------------------ | ----------------------------- | ------------------ | ------------------ |
| 1979               | Jonquière (Canadá)            | Medalla de oro     | K1 por equipos     |
| 1979               | Jonquière (Canadá)            | Medalla de bronce  | K1 individual      |
| 1981               | Bala (Reino Unido)            | Medalla de oro     | K1 individual      |
| 1981               | Bala (Reino Unido)            | Medalla de oro     | K1 por equipos     |
| 1983               | Merano (Italia)               | Medalla de oro     | K1 individual      |
| 1983               | Merano (Italia)               | Medalla de oro     | K1 por equipos     |
| 1985               | Augsburgo (RFA)               | Medalla de oro     | K1 individual      |
| 1987               | Bourg-Saint-Maurice (Francia) | Medalla de oro     | K1 por equipos     |
| 1989               | Río Savage (Estados Unidos)   | Medalla de oro     | K1 individual      |
| 1993               | Mezzana (Italia)              | Medalla de oro     | K1 individual      |
| 1993               | Mezzana (Italia)              | Medalla de oro     | K1 por equipos     |